# Konstantine Chabalaszwili
Konstantine Chabalaszwili (gruz. კონსტანტინე ხაბალაშვილი ;ur. 7 maja 1992 roku) – gruziński zapaśnik walczący w stylu wolnym. Zdobył brązowy medal na mistrzostwach Europy w 2014. Siódmy w Pucharze Świata w 2017. Srebrny medalista mistrzostw świata juniorów z 2012 roku.